# Леонтьев, Анатолий Николаевич
Анатолий Николаевич Леонтьев (род. 17 апреля 1948 года в Челябинске) — генерал-майор ВС СССР и ВС РФ, начальник Омского танкового инженерного института, кандидат военных наук, доцент.

## Биография
Окончил восьмилетнюю школу, поступил в техникум железнодорожного транспорта, после окончания работал полтора года на железной дороге слесарем, начальником смены, начальником цеха. В 1967 году поступил в Челябинское высшее танковое командное училище, окончил его в 1971 году и был направлен в Уральский военный округ, где дослужился до командира батальона.
В 1978 году поступил в Военную академию бронетанковых войск, окончил в 1981 году и был направлен в ГСВГ начальником штаба танкового полка. Занимал должность командира полка и начальника штаба дивизии, позже служил в посёлке Итатка Томской области заместителем командира 62-й мотострелковой дивизии. В 1987 году приехал в Омск, назначен командиром учебной дивизии в посёлке Светлом. Занимал пост начальника 465-го окружного учебного центра подготовки младших специалистов Сибирского военного округа до 29 июня 1993 года, позже зачислен слушателем Военной академии Генерального штаба.
В 1995 году после окончания Военной академии был назначен первым заместителем командующего 11-й гвардейской армией в Калининграде. С 31 августа 1998 года — начальник Омского танкового инженерного института. Занимал пост главы Сибирского отделения Академии военных наук.
Награжден орденом «За службу Родине в Вооруженных Силах СССР» и девятью медалями. Вдовец, воспитывает дочь.

## Публикации
- Машков Ю.К., Леонтьев А.Н., Мамаев О.А., Аппинг Г.А. Повышение износостойкости и долговечности уплотнений ходовой части гусеничных и колесных машин // Омский научный вестник. — 2001. — № 14. — С. 99—101.